# Kar (oktatás)

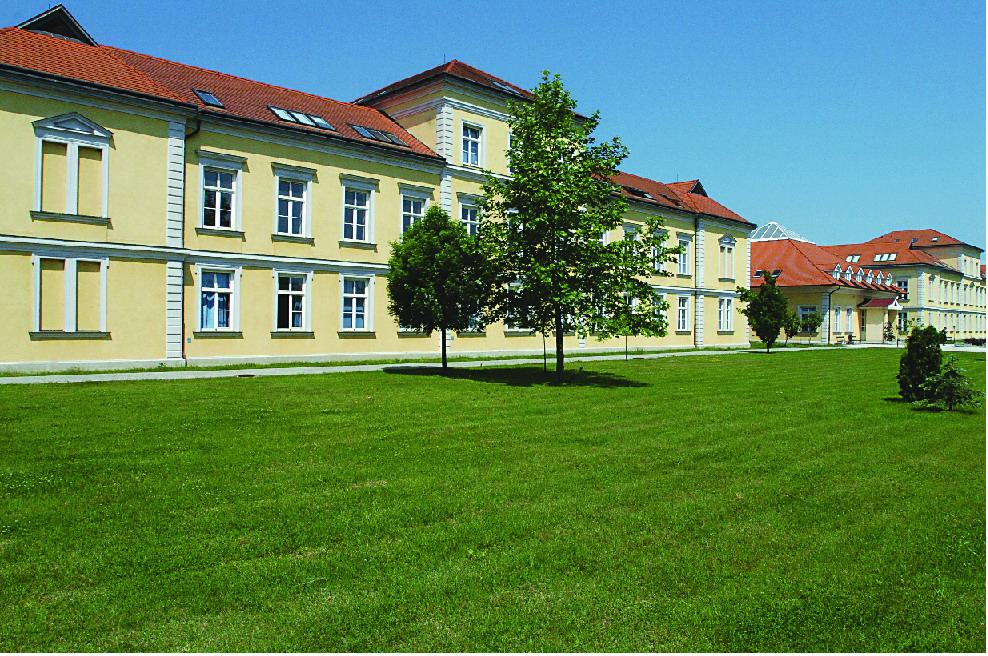
A Debreceni Egyetem Közgazdaságtudományi Kara

A kar, vagy latin eredetű, régies, de ma is használatos kifejezéssel: fakultás a felsőoktatási intézmények (egyetemek, főiskolák) egyik fontos szervezeti egysége (Magyarországon a főiskolákon 1996-ig nem létesülhettek karok). A kar az adott képzési, illetve tudományterületen több, a képzési programban szakmailag összetartozó képzési, oktatási, tudományos kutatási, illetve alkotó  művészeti tevékenység feladatait ellátó szervezeti egység. Angol nyelvterületen előfordul, hogy a faculty szó mellett vagy helyett a college kifejezést használják e szervezeti egységre.

## Kialakulása
A latin facultas kifejezés eredendően valamilyen képesség, tehetség meglétét, a Facultas docendi a tanításra való jogosultságot jelentette. Az első karok a  13. századtól létrejött középkori egyetemek, mint a bolognai, párizsi, montpellier-i és oxfordi szervezeti egységei voltak. Már ebben a korai időszakban is egy-egy tudományterület oktatása zajlott a karokon. A karok kezdetben a hét szabad művészet mentén szerveződtek: nyelvtan, retorika és dialektika, valamint a csillagászat, a számtan és mértan, és a zene képezte a bölcsészettudományok alapjait. Ez a tudományszakonként való szerveződés a hasonló területen működő tanárok összetartásának következtében alakulhatott ki. Az egyes fakultások adták ki a tudományos fokozatokat, saját maguk szabályozták tanulmányi rendjüket és saját vezetőt választottak: a dékánt.

## Szervezete
A kar vezetője, mindennapjainak irányítója a dékán. A stratégiai döntéseket azonban jellemzően a kari tanács hozza meg, melynek tagja a dékán, a karhoz tartozó tanszékek és intézetek vezetői, a hallgatók képviselői illetve a kar dolgozói közül választott személyek. A kari tanács dönthet például a kar nevéről, új tanszék vagy intézet nyitásáról, oktatási stratégiai kérdésekről stb. A dékán a kar álláspontját kell, hogy képviselje az egyetemi szenátus ülésén. 
A karok alá tartoznak az adott tudományághoz tartozó szakterületeket oktató tanszékek vagy intézetek (például a nyelvi tanszékek).